# Anæstesi
Anæstesi (fra græsk an- (nægtelse) og aisthesis (αίσθησης), "fornemmelse") er en række metoder til at gøre hele eller dele af kroppen ufølsom overfor sensoriske input, normalt for at mindske eller undgå smerte; hvis blot smerteindtryk dulmes tales i stedet om analgesi. Ufølsomheden kan opnås igennem anvendelse af flere forskellige slags lægemidler. Hvilken type lægemiddel der anvendes, afhænger af hvilken type bedøvelse, man ønsker at opnå. Der findes tre hovedformer for bedøvelse:
- Lokalbedøvelse
- Regionalbedøvelse (epidural/spinal)
- Narkose

## Lokalbedøvelse
Lokalbedøvelse vil sige at kun en mindre del af kroppen bedøves. Denne bedøvelsesform anvendes ofte ved tandbehandlinger og ved mindre kirurgiske indgreb. I de fleste tilfælde injicerer man det lægemiddel, som man ønsker at anvende til en lokalbedøvelse, men der findes dog undtagelser, og ved eksempelvis gastroskopi anvender man i stedet en creme, der bedøver svælget og spiserøret.

## Regionalbedøvelse
Regionalbedøvelse indebærer, at lokalbedøvelsesmidlet injiceres ind omkring et nervebundt, således at man ved hjælp af lokalbedøvelsesmidlet ophæver nervernes funktion i det område, man har valgt. Det skaber tab af kulde/varmefornemmelse, smertefornemmelse og undertiden ophævet muskelfunktion svarende til de områder, nerverne går til. Det påvirkede område kan ligge tættere eller fjernere fra indstiksstedet. En særlig type regionalbedøvelse bruges ofte ved fødsler og ved operationer i de nedre dele af kroppen. Lægen kan ved en særlig teknik sprøjte lokalbedøvelsesmiddel ind i epiduralrummet dvs. i det rum, der ligger uden om rygmarven. I folkelig tale kaldes det fejlagtigt en rygmarvsbedøvelse. Man stikker ikke i rygmarven, men som ved enhver anden regionalbedøvelse anbringes lokalbedøvelsesmiddel omkring de nervebundter, det er hensigtsmæssigt at blokere til en fødsel eller operation. Man anvender epidurale teknikker til fødsler, fordi man kan dosere, så moderen er rimelig smertefri under forløbet, mens moderens muskler alligevel fungerer så hun kan føde næsten normalt. Der er dog lidt flere kvinder under epidural smertelindring end kvinder uden, som må forløses instrumentelt.
Regionalbedøvelser anvendes i stor udstrækning i de tilfælde, hvor patienten ønsker at være vågen, eller hvor patienten f.eks. har alvorlig lungesygdom samtidig med den aktuelle. De fleste større kirurgiske indgreb udføres i dag som en kombination af regionalbedøvelse og fuld bedøvelse.
For at dosere korrekt og i det ønskede tidsrum lægger man ofte et kateter, det vil sige en lille slange, ind i det ønskede område, hvor det er hensigtsmæssigt at sprøjte lokalbedøvelsesmidlet ind.
Se også artikel analgesi.

## Narkose
Narkose indebærer, at hele kroppen, inklusive hjernen, bedøves. Patienten er dermed bevidstløs. Denne metode anvendes fx, hvis man skal operere på steder, hvor lokalbedøvelse er umulig. Børn bliver næsten altid lagt i fuld narkose, selv ved mindre kirurgiske indgreb. Også voksne kan lægges i narkose.
Narkose bruges også ved elektrochokbehandlinger, men det er fordi der gives muskelafslappende stoffer, så elekrochokket ikke skal medføre uhensigtsmæssige, stærke muskelsammentrækninger, der kan give knoglebrud. Der er totalt hukommelsestab for selve elektrochokket, så man lægger kun patienten i narkose, fordi det er ubehageligt at opdage, at man er ved at blive "lammet".
Samme bedøvelsesmetode anvendes til ubehagelige røntgenundersøgelser og lignende. Der anvendes ikke rutinemæssigt muskelafslappende stoffer til anæstesi.
Ved en række hjerte- og lungelidelser planlægger speciallægen i anæstesiologi strategien for anæstesien ud fra lidelsernes art og hvilken slags kirurgisk indgreb, der skal foretages.
Der er ikke ført bevis for at den ene type bedøvelse generelt er bedre end den anden. Men der er evidens for, hvilke kombinationer af anæstesimetoder der er bedst at anvende ved bestemte operationstyper, og hvordan man skal tage hensyn til eventuelle hjerte-karlidelser.
Anæstesi er et område inden for anæstesiologi.
På danske sygehuse varetager anæstesiafdelingerne typisk følgende opgaver:
1. Fuldbedøvelse, lokalbedøvelse og regional bedøvelse.
2. Intensiv behandling. Ofte respiratorbehandling og behandling af kredsløbsforstyrrelser.
3. Præhospital behandling.
4. Smertebehandling.
5. Katastrofemedicin.
6. Transport mellem hospitaler.
7. Hjerte-lunge-genoplivning.